# Gilles Lacoste
 (avril 2013).
Si vous disposez d'ouvrages ou d'articles de référence ou si vous connaissez des sites web de qualité traitant du thème abordé ici, merci de compléter l'article en donnant les références utiles à sa vérifiabilité et en les liant à la section « Notes et références ».
Gilles Lacoste est un chanteur français né le 22 mars 1955 à Montauban. Il commence à jouer dans différents groupes comme bassiste chanteur dès l'âge de 14 ans. 

## Biographie
Après des études au conservatoire, il devient bassiste de Francis Cabrel, musicien de studio à Toulouse et Paris, accompagnateur de nombreux chanteurs et chef d'orchestre de Marcel Amont. 
Réalisateur et arrangeur, il sort son premier disque en tant qu'auteur-compositeur-interprète en 1983 (Les Chemins de papier) dans la maison de disques Tréma sous la direction de Jacques Revaux et Régis Talar, puis plusieurs autres disques, toujours chez Trema, dont le tube Idaïda en 1986 . Il cosigne avec Michel Legrand la musique du film Train d'enfer de Roger Hanin. Il participe également avec les chanteurs présents au top 50 à cette période au disque humanitaire de Charles Aznavour Pour toi Arménie.